# کولم مورفی
کولم مورفی (Colm Murphy) (متولد ۱۸ اوت ۱۹۵۲) جمهوری‌خواه اهل ایرلند است. او نخستین کسی بود که در ارتباط به انفجار شهر اوماگ محکوم شد اما محکومیت او در دادگاه استیناف لغو گردید. مورفی هنگامی‌که در انتظار محکمه مجدد مرتبط با جرائم جنایی بود، همراه با مایکل مک‌کویت، لیام کمپبل و سیموس دالی در محکمه مدنی مسؤل انفجار شناخته شد. او سپس در فوریه ۲۰۱۰ از اتهامات جنایی برائت حاصل کرد.

## پس‌زمینه
مورفی در روستای بلیکز، شهر آرماگ به دنیا آمد. او از آوان نوجوانی یک فعال شبه‌نظامی جمهوری‌خواه ایرلند بود. در مارس ۱۹۷۲ پس از این‌که پلیس در ماشین او تفنگچه مرمی‌دار را پیدا کرد، او را به دلیل دست داشتن در حمله دستگیر کردند و به دو سال زندان محکومش نمودند. مورفی در زندان نظامی کوراگ زندانی شد ولی در ماه اکتبر ۱۹۷۲ از زندان فرار کرد و تا ماه می ۱۹۷۳ از سوی پلیس دستگیر نشد. او سپس در ماه ژوئن ۱۹۷۶ دوباره زندانی شد و به دلیل داشتن اسلحه گرم به سه سال حبس و به‌خاطر عضویت در ارتش موقت جمهوری‌خواه ایرلند به یک سال زندان محکوم شد که هر دو حکم وی هم‌زمان اجراء شد. در ژوئیه ۱۹۸۳، مورفی پس از تلاش برای خریداری محموله مسلسل‌های ام ۶۰ جهت انتفال به ایرلند برای استفاده ارتش آزادی‌بخش ملی ایرلند در ایالات متحده آمریکا دستگیر گردید. او در این کشور به ۵ سال زندان محکوم شد ولی پس از آزاد شدن زود هنگام در دسامبر ۱۹۸۵ به ایرلند بازگشت.
مورفی در اوخر دهه ۱۹۸۰، در بخش املاک سرمایه‌گذاری کرد و در سال ۱۹۹۰ شرکتی را به‌نام " Emerald Enterprises تأسیس کرد. او می‌خانه امیرالد بار در شهر دنداک را به قیمت ۱۰۰ هزار پوند خرید که متعاقباَ به محل نشست و برخاست جمهوری‌خواهان مخالف مبدل شد. بخش دیگری سرمایه‌گذاری‌های او در برگیرنده ۳۰ جریب (۱۲۰ هزار متر مربع) زمین در دراهیدا بود که در سال ۱۹۹۵ به قیمت ۵۲ هزار پوند ایرلندی خریداری کرد و شرکت او قراردهای ۱۱ میلیون پوند ایرلندی برای توسعه دانشگاه شهر دوبلین و چندین میلیون پوند را برای مرکز خدمات مالی بین‌المللی در داکلندز دوبلین به دست آورد.

## فعالیت جمهوری‌خواه دگراندیش
مورفی در ۲۱ فوریه ۱۹۹۹ طبق قوانین ضد تروریستی برای تحقیق و بازجویی از سوی پلیس این کشور دستگیر شد. او در ۲۴ فوریه هنگامی که در محکمه جنایی ویژه/دادگاه کیفری اختصاصی حاضر شد، طبق احکام قانون جرایم علیه دولت ایرلند میان ۱۳ و ۱۶ اوت به اتهام تلاش برای انفجار نخستین فرد متهم در رابطه به انفجار شهر اوماگ شناخته شد. مورفی همچنین به دلیل عضویت در سازمان غیرقانونی ارتش واقعی جمهوری‌خواه ایرلند متهم شد.
در ۱۰ اکتبر ۲۰۰۰، برنامه تلویزیونی سراسرنما (پانورما) بی‌بی‌سی، مورفی را در کنار سیموس دالی و لیام کمپبیل به عنوان یکی از چهار نفری معرفی کرد که در انفجار اوماگ دست داشتند. مورفی در ۲۰۰۱، علیه تلویزیون بی‌بی‌سی و شرکت ناشر روزنامه بریتانیایی دیلی میل(Daily Mail) به دلیل اهانت به دادگاه اقدام قانونی را در دست گرفت. شکایت مورفی علیه شرکت ناشر روزنامه‌ها در ۳۱ ژوئیه ۲۰۰۱ حل شد و این روزنامه مطلبی را منتشر کرد که در آن گفته بود مورفی باید از اتهامات وارده بی‌گناه دانسته می‌شد تا این‌که مجرم بودنش ثابت شود.
محاکمه مورفی در ۱۲ اکتبر ۲۰۱۱ در دادگاه ویژه دوبلین آغاز شد. دادگاه در این جریان دریافت که مورفی دو تیلیفونِ را که در جریان انفجار استفاده شده بودند، فراهم کرده‌است. یکی از شاهدان که پسر برادر دومی مورفی بود، شواهد و مدارک خود را پس گرفت و قاضی عمل‌کرد دو کارآگاه را بی‌خردانه خواند و گفت که آن‌ها در جریان استیضاح و بازجویی شاهد مکرراً دروغ گفته‌اند. علی‌رغم این، مورفی در ۲۲ ژانویه ۲۰۰۲، در توطئه دست داشتن در انفجار اوماگ متهم شد و در ۲۵ ژانویه به ۱۴ سال زندان محکوم گردید که قاضی نیز او را به عنوان یک افراطی کهنه‌کار جمهوری‌خواه توصیف کرد.
در ۲۱ ژانویه ۲۰۰۵، محکومیت مورفی لغو شد و به دلیل تعرض علیه فرضیه بی‌گناهی مورفی و تغییر یادداشت‌های اظهارات پلیس و شواهد و مدارک ارائه شده از سوی دو افسر، حکم محاکمه تازه‌ای علیه او صادر گردید. یک هفته بعد، پرونده حقوقی مورفی علیه بی‌بی‌سی حل گردید و این رسانه اعلامیه‌ای را منتشر کرد که مورفی «کاملاً این حق را داشت تا بی‌گناهی از اتهامات علیه خودش را حفظ نماید و شواهد و مدارک در برابر خود را در محاکمه‌اش ارزیابی و بررسی نماید».
در ۲۳ اکتبر ۲۰۰۶، دو افسر پلیس به دلیل شهادت دروغ در جریان محاکمه مورفی، بی‌گناه شناخته نشدند. در ۲۳ می ۲۰۰۷، اعلام شد که مورفی به دلیل حادثه ترافیکی در سال ۱۹۸۸ حافظه کوتاه مدت‌اش را از دست داده‌است. وکلای مدافع او سعی کردند بر این دلیل که وضعیت او می‌تواند روی حقوق او برای دادرسی منصفانه تأثیر بگذارد، از محاکمه مجدداش جلوگیری کنند. محکمه استنیاف جرایم قرار گذاشت تا به پرونده او دوباره در ماه اکتبر ۲۰۰۸ رسیدگی کنند. پس از محاکمه مجدد در ماه ژانویه ۲۰۱۰، مورفی در ۲۴ فوریه ۲۰۱۰ از دادگاه برائت حاصل کرد.
در سال ۲۰۰۹، مورفی یکی از چهار نفری بود که از سوی دادگاه مدنی در پرونده مرتبط با انفجار اوماگ که از سوی بازماندگان قربانیان ارائه گرفته شده بود، متهم شناخته شد. در ۷ ژوئیه ۲۰۱۱، مالاچی هایگنز، قاضی ارشد در دادگاه عالی بلفاست محاکمه مجدد پیرامون ادعاهای مدنی علیه مورفی را فرمان داد. او درحالی‌که حکم اتهام علیه مورفی را برطرف می‌کرد، شواهد مربوط به ایمیل‌های دیوید رپرت، مأمور مخفی ایالات متحده آمریکا را زیر سؤال برد. او گفت که قلت شواهد و مدارک ایمیل، عدم تسلسل در ایمیل‌ها یا حداقل مبهم بودن آن، احتمال ارتباط داشتن حروف اول به شخص دیگری غیر از مورفی و این حقیقت که آن‌ها به موضوعاتی بیشتر مرتبط با شایعه اشاره دارند، ماهیت ایمیل‌ها را به عنوان شواهد و مدارک در دادگاه تضعیف می‌کند. پس از محاکمه مجدد مدنی، مورفی و سیموس دالی در ۲۰ مارس ۲۰۱۳ مسؤل انفجار شناخته شدند.